# Paul Gosar

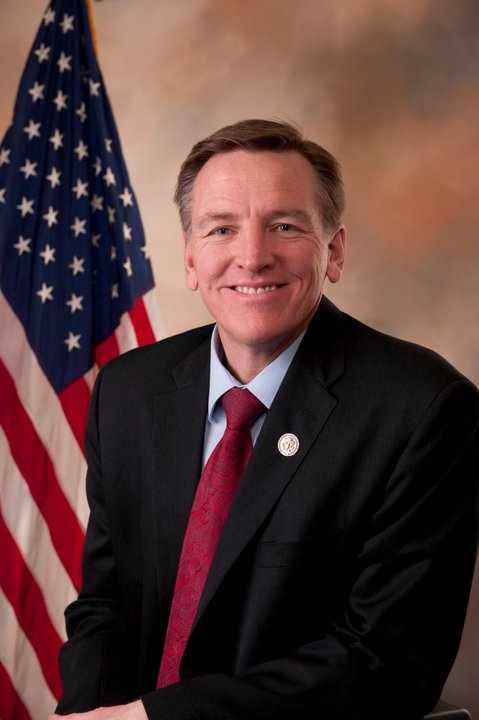
Paul Gosar (offizielles Foto des 112. US-Kongresses)

Paul Anthony Gosar (* 27. November 1958 in Rock Springs, Wyoming) ist ein amerikanischer Politiker der Republikanischen Partei und seit dem 3. Januar 2011 Mitglied des US-Repräsentantenhauses aus Arizona. Er vertritt rechtsextreme Ansichten und von 2013 bis 2023 den 4. Kongresswahlbezirk und seitdem den 9. Kongresswahlbezirk im Westen des Bundesstaates.

## Familie, Ausbildung und Beruf
Der Sohn eines Lehrers wuchs mit neun Geschwistern auf, von denen viele weiterhin in Wyoming leben; sein Bruder Pete trat 2014 für die Demokraten als Gouverneurskandidat in Wyoming an. Der Vater Antone Gosar bewarb sich 2002 als Demokrat erfolglos für das Unterhaus der State Legislature Wyomings.
Paul Gosar studierte nach dem Besuch der High School in Pinedale von 1977 bis 1981 an der Creighton University und schloss dieses Studium 1981 mit einem Bachelor of Science ab. Im Anschluss absolvierte er ein postgraduales Studium der Zahnmedizin an der Creighton Boyne School of Dentistry, beendete dieses 1985 als Doctor of Dental Surgery (DDS) und war anschließend von 1985 bis 2010 als Zahnarzt tätig, ab 1989 in eigener Praxis in Flagstaff.
Mit seiner Frau Maude lebt er in Prescott. Sie haben zwei Töchter und einen Sohn. Der Katholik engagierte sich in der American Dental Association und war Vorsitzender der Arizona Dental Association. Er engagiert sich in der Little League als Trainer.

## Politische Laufbahn
Gosar zählt zu den Vertretern der Tea-Party-Bewegung innerhalb der Republikanischen Partei. Als solcher kandidierte er bei der Wahl 2010 für den ländlich geprägten 1. Kongresswahlbezirk Arizonas für das Repräsentantenhaus der Vereinigten Staaten und schlug die demokratische Mandatsinhaberin Ann Kirkpatrick. Im Wahlkampf lehnte er gemeinsame Debatten mit Kirkpatrick und anderen Kandidaten ab.
Sein Mandat im US-Repräsentantenhaus trat er am 3. Januar 2011 an. Nach dem Zensus 2010 wurde sein bisheriger Wahlbezirk so umgeschnitten, dass die politische Balance deutlich knapper wurde. Nachdem Kirkpatrick angekündigt hatte, sich bei der Wahl 2012 dort wieder zu bewerben, entschied sich Gosar, im neu zugeschnittenen 4. Kongresswahlbezirk Arizonas anzutreten, der den ländlichen Westen des Bundesstaates umfasst und deutlich republikanisch dominiert ist (Cook Partisan Voting Index: R+21). In den Jahren 2012, 2014, 2016, 2018 und 2020 wurde er für diesen Bezirk gewählt, jeweils mit deutlich über 65 Prozent der Stimmen. In der Kongresswahl 2022 im 9. Kongresswahlbezirk stellten die Demokraten zwar keinen Kandidaten auf, aber Paul Gosar hatte in der Vorwahl Lehrer republikanische Herausforderer. Er gewann die Vorwahl mit 64,8 %. 2024 gewann Gosar gegen den Demokraten Quacy Smith mit 65,3 %.
Gosar ist bzw. war Mitglied in den Ausschüssen für Bodenschätze und Regierungskontrolle sowie in insgesamt sechs Unterausschüssen.

## Positionen
Gosar ist ein entschiedener Unterstützer von Donald Trump. Er gehört dem rechten Flügel der Republikaner an und gilt als rechtsextrem. 
Während seines ersten Wahlkampfs stellte sich Gosar als Gegner von Schwangerschaftsabbrüchen sowie Befürworter eines liberalen Waffenrechts und der Off-shore-Förderung von Erdöl dar. Er forderte den Abbau von Steuern und des Haushaltsdefizits, den Einsatz von Soldaten der US Army zur Sicherung der Grenze zu Mexiko sowie die Aufhebung der Gesundheitsreform 2010. 2015 versuchte er mehrfach vergeblich, gegen Gina McCarthy, die Leiterin der Umweltschutzbehörde EPA, ein Amtsenthebungsverfahren einzuleiten.
Gosar ist Klimawandelleugner. Die Rede von Papst Franziskus vor dem Kongress der Vereinigten Staaten im September 2015 boykottierte der Katholik Gosar wegen der Aussage des Papstes, der Klimawandel benötige Gegenmaßnahmen. Statt sich für „fehlerhafte Klimapolitik“ einzusetzen, solle der Papst seine Zeit eher für die Bekämpfung von „Verfolgung […] Versklavung, Verharmlosung und Vergewaltigung christlicher Frauen und Kinder“ sowie von „absichtlich geplante[m] Völkermord an ungeborenen Kindern durch Planned Parenthood“ nutzen. Erneuerbare Energien lehnt Gosar ab. 2015 wandte er sich mit einem Brief an die Federal Trade Commission und forderte diese auf, angebliche betrügerische Machenschaften der Solarindustrie zu untersuchen. Etwas später wurde publik, dass der Brief tatsächlich von dem größten Stromversorgungsunternehmen Arizonas verfasst worden war.
Als Sprecher des Repräsentantenhauses  unterstützte Gosar 2015 den Tea-Party-Kandidaten Daniel Webster, als Präsidentschaftskandidaten 2016 Ted Cruz und in der Vorwahl für den Senat der Vereinigten Staaten 2018 parteiintern Kelli Ward.
Wie Donald Trump forderte er eine Verschärfung der Einwanderungspolitik und den Bau einer Grenzmauer nach Mexiko. Verschiedene Aktionen und Positionen Gosars sorgten für große Aufmerksamkeit. Im Oktober 2017 verbreitete er die Verschwörungstheorie von Alex Jones, wonach die rechtsextremen Demonstrationen in Charlottesville ein Plan der Linken gewesen seien, um Rassenunruhen zu schüren und Präsident Trump zu schaden. Sie seien zudem von George Soros finanziert worden. Daraufhin forderten Verwandte ihn in einem offenen Brief auf, sich bei Soros für die unbegründete Verleumdung zu entschuldigen. Einer seiner Brüder nannte Gosar eine Peinlichkeit für die Familie.
Im Januar 2018 forderte Gosar, sogenannte Dreamer (Personen, die als Kinder illegal in die USA eingereist waren, siehe DACA), die zur State of the Union Address eingeladen waren, vor Ort zu verhaften. Im Juli 2018 reiste Gosar auf Einladung und Kosten des Middle East Forum nach London und trat bei einer islamfeindlichen Veranstaltung auf, bei der auch Tommy Robinson von der English Defence League sprach. Gosar traf bei der Reise Steve Bannon, Raheem Kassam und Nigel Farage. Vor der Wahl 2018 veröffentlichte der demokratische Gegenkandidat Gosars, David Brill, mehrere Wahlkampfspots, in denen sechs der neun Geschwister Gosars dazu aufrufen, für Brill zu stimmen. Sie begründen die Ablehnung ihres Bruders mit dessen hetzerischer Rhetorik gegen Einwanderer mit antisemitischen Untertönen und seinen Positionen zur Umwelt- und Gesundheitspolitik. Seine Schwester Grace sagt in einem dieser Spots, es sei schwierig, ihren Bruder nicht als Rassisten zu sehen.
Er gehörte außerdem zu den Mitgliedern des Repräsentantenhauses, die bei der Auszählung der Wahlmännerstimmen bei der Präsidentschaftswahl 2020 für die Anfechtung des Wahlergebnisses stimmten. Präsident Trump hatte wiederholt propagiert, dass es umfangreichen Wahlbetrug gegeben hätte, so dass er sich als Sieger der Wahl sah. Für diese Behauptungen wurden keinerlei glaubhafte Beweise eingebracht. Der Supreme Court wies eine entsprechende Klage mit großer Mehrheit ab, wobei sich auch alle drei von Trump nominierten Richter gegen die Klage stellten.
Gosar spricht sich dagegen aus, die Ukraine im Russisch-Ukrainischen Krieg mit Waffenlieferungen zu unterstützen. Er bezeichnete den Besuch von Joe Biden in Kiew als "Schlag ins Gesicht jedes Amerikaners". Die Ukraine sei kein Verbündeter der Vereinigten Staaten und Russland kein Feind.

## Kontroversen
Gosar wird seit langem für das Verbreiten extremistischer Ansichten und Verschwörungstheorien kritisiert.
In einem später gelöschten Video sagte der rechtsextreme Aktivist Ali Alexander, er habe den Angriff auf das Kapitol 2021 gemeinsam mit den drei Republikanischen Kongressabgeordneten Andy Biggs, Mo Brooks und auch Paul Gosar vorbereitet. Sie hätten ihm geholfen, den Protest zu organisieren, der schließlich zur Attacke auf das Kapitol-Gebäude führte.
Im November 2021 verbreitete er auf Twitter ein verändertes Anime-Video, das ihn sowie Marjorie Taylor Greene und Lauren Boebert im Kampf gegen demokratische Politiker zeigt. Unter anderem greift er in dem Video die demokratische Kongress-Abgeordnete Alexandria Ocasio-Cortez mit einem Schwert an und ermordet sie dabei. Anschließend folgt eine Sequenz, in der er mit zwei Schwertern den demokratischen Präsidenten Joe Biden bedroht. Als Reaktion stimmte das Repräsentantenhaus mit dem Stimmen der demokratischen Abgeordneten sowie von Adam Kinzinger und Liz Cheney dafür, ihm eine formale Rüge zu erteilen und seine Ausschussmitgliedschaften zu entziehen.
Nach dem Amoklauf an der Robb Elementary School am 24. Mai 2022 verbreitete er auf Twitter eine Verschwörungstheorie über die Identität des Täters, indem er behauptete, es handele sich um einen „transsexuellen, linksgerichteten illegalen Ausländer“, und teilte einen gefälschten Beitrag, in dem er Fotos einer Transfrau kopierte, die nichts mit dem Anschlag zu tun hatte. Die Tweets wurden nach medialer Aufmerksamkeit gelöscht.